# 卡米尔·迈赫扎克
卡米尔·迈赫扎克（波蘭語：Kamil Majchrzak，[ˈkamil ˈmai̯xʂak]，1996年1月13日—）生于彼得庫夫-特雷布納爾斯基，是一名波兰男子网球运动员。他在2004年开始练习网球，最初他并未预想到自己会成为职业选手，同时他当时的经济条件也有限，然而后来他成功成为职业选手。高中毕业后，他在罗兹大学就读。
2022年12月，他因未能通过三场比赛期间进行的禁药检测而一度面临四年禁赛处罚，后来，禁赛期缩短至13个月。